# Urophora sciadocousiniae
Urophora sciadocousiniae är en tvåvingeart som beskrevs av Valery Korneyev och White 1992. Urophora sciadocousiniae ingår i släktet Urophora och familjen borrflugor.
Artens utbredningsområde är Turkmenistan. Inga underarter finns listade i Catalogue of Life.